# WASP-107b
WASP-107b هو كوكب غير شمسي أكبر كتلةً من نبتون يدور حول النجم WASP-107 [الإنجليزية]. وتقع على بعد 200 سنة ضوئية من الأرض في كوكبة العذراء. أعلن عن اكتشافه فريق بقيادة الدكتور دي. آر. أندرسون عبر برنامج البحث عن الكواكب واسع الزاوية في الجنوب (WASP-South) في عام 2017.